# Słowackie monety obiegowe (1939–1945)

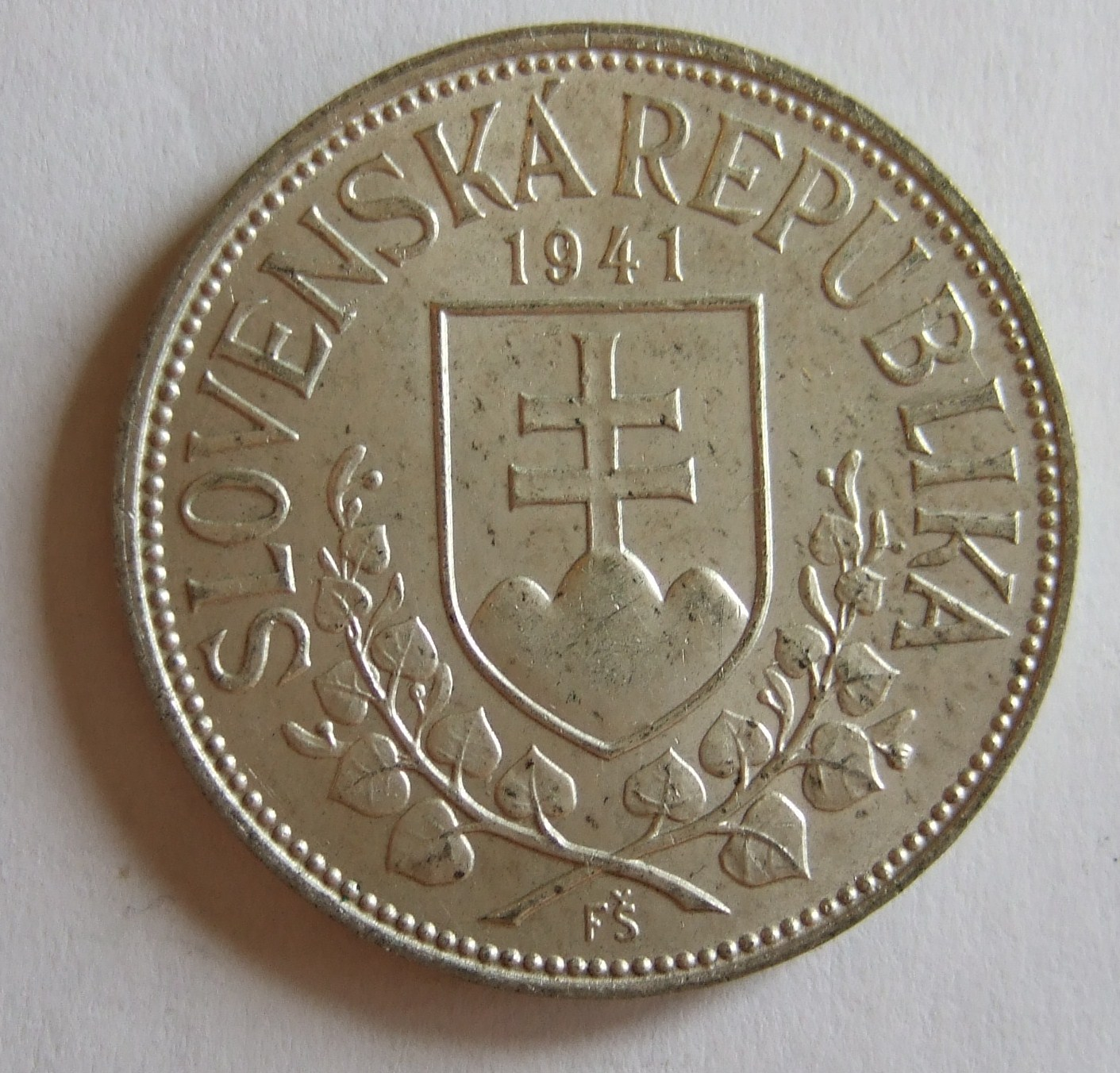

Monety obiegowe Republiki Słowackiej – seria 12 monet o nominałach od 5 halerzy do 50 koron emitowanych przez Słowacki Bank Narodowy w okresie II wojny światowej wprowadzonych do obiegu na terenie Słowacji i wycofanych częściowo dopiero w powojennej Czechosłowacji. Wszystkie wybito w mennicy w Kremnicy.

## Historia
Po powołaniu w kwietniu 1939 roku Słowackiego Banku Narodowego (Slovenská národná banka) oraz przyjęciu ustawy wprowadzającej nową jednostkę monetarną, koronę słowacką (Ks), rozpoczęto prace nad opracowaniem wzoru i emisją własnych monet. W maju 1939 roku słowacki rząd zaapelował do artystów o stworzenie projektu nowych monet, zaś już 21 czerwca 1939 rozpoczęto produkcję niklowej monety pięciokoronowej według wzoru rzeźbiarzy i medalierów Antona Háma i Andreja Petera. Na awersie w otoczeniu kłosów zboża znalazł się herb Słowacji (który powtarzał się na wszystkich monetach), zaś na rewersie portret Andreja Hlinki, założyciela Słowackiej Partii Ludowej. Jej emisja nastąpiła 26 lipca 1939. Następnie Ministerstwo Finansów w porozumieniu z Ministerstwem Szkolnictwa ogłosiło konkurs na wzór monet o wyższych nominałach, 10 i 20 Ks, które jednak wprowadzono do obiegu dopiero w późniejszych latach.  Niemniej w roku 1939 wyemitowano jeszcze dwie inne monety. Pierwszą z nich była pamiątkowa moneta o nominale 20 Ks wydana z okazji wyboru Jozefa Tisy na urząd prezydenta. Bito ją w srebrze (Ag50Cu50) według projektu Háma i Petera. Do obiegu trafiła w dniu wyborów, 26 października. Ci sami autorzy zaprojektowali także bite w mosiądzu (CuZn8) monety zdawkowe (w literaturze jako materiał pojawia się też miedzionikiel – CuNi8). Rewers wyemitowanej 20 listopada 1939 r. monety dziesięciohalerzowej przedstawiał zamek i katedrę św. Marcina w Bratysławie ponad falami Dunaju. W podobnym stylu utrzymana była także moneta o nominale 20 h wprowadzona do obiegu 15 maja 1940 r., na której rewersie zamieszczono wizerunek zamku (katedry św. Emmerama) w Nitrze. W 1939 roku powstał także projekt monety o nominale 2 Ks, której rewers przedstawiał kobietę ze snopkiem zboża i pługiem, a która jednak nigdy nie doczekała się realizacji.
W połowie 1940 roku ogłoszono nowy konkurs na wzór monet o nominałach 1 Ks i 50 h, w którym zwyciężyły propozycje malarza Gejzy Angyala, opracowane następnie przez duet Hám i Peter. Monetę jednokoronową, której rewers przedstawiał nominał okolony przez kłosy zboża i świerkowe gałązki wyemitowano 30 listopada 1940, zaś tę o nominale 50 h, z wizerunkiem pługu – 12 marca 1941 r. Obie wykonano z miedzioniklu (CuNi20). Siedem miesięcy później (6 października 1941 r.) rozpoczęto emisję srebrnych (Ag50Cu40Zn5Ni5) monet o nominale 20 Ks według projektu ustalonego przy pomocy rozstrzygniętego dwa lata wcześniej konkursu. Projektantem monety znanej jako „Bracia Sołuńscy” był Fraňo Štefunko. Na jej rewersie znalazły się postacie Cyryla i Metodego.
W roku 1942 zaczęto dostrzegać niedobór monet wykonanych z mosiądzu, które wobec trudnej sytuacji gospodarczej kraju usuwano z obiegu i przerabiano na inne przedmioty. W drugiej połowie 1942 roku według dotychczasowego wzoru rozpoczęto emisję monet z czystego aluminium – początkowo dwudziesto- a rok później także pięćdziesięciohalerzowych. Realizacji nie doczekały się natomiast plany zastąpienia tym surowcem także monet o mniejszym nominale, 10 h. W grudniu 1942 roku wyemitowano monety pięciohalerzowe, które bito z czystego cynku. We wcześniejszych latach produkcję monet o tak niskim nominale uważano za nieopłacalną. Autorstwo ich ostatecznego wzoru nie jest pewne, przypisuje się Antonowi Hámowi i Andrejowi Peterowi, choć w księgach mennicy pojawia się także nazwisko Štefana Groscha. Planowano również emisję nowej serii monet o nominałach 1, 2 i 5 Ks ze stali niklowanej bądź miedzioniklu, jednak wobec pogarszającej się sytuacji gospodarczej, braków kadrowych kremnickiej mennicy oraz zbliżającego się frontu przedsięwzięcie to nie zostało dokończone.
Ostatnie dwie monety słowackiego państwa trafiły do obiegu w roku 1944. Pierwszą z nich była moneta jubileuszowa wyemitowana z uwagi na piątą rocznicę proklamowania republiki. Początkowo planowano bicie monet o wartości 50 i 100 Ks a także wyprodukowanie serii srebrnych monet o niższych nominałach. Ostatecznie zdecydowano się na emisję pięćdziesięciokoronówki, jednak o parametrach planowanej monety o nominale 100 Ks – wytwarzano ją ze srebra próby 700 (AgCu30), miała średnicę 34 mm i ważyła 16,5 g. Na rewersie zawarto portret Tisy, jego motto „VERNÍ SEBE SVORNE NAPRED” oraz daty „1939•14•III•1944”. W sierpniu do obiegu trafiła także długo wyczekiwana moneta o nominale 10 Ks. Pierwotny projekt jej wzoru autorstwa Ladislava Majerskiego powstał jeszcze w 1941 roku, jednak z uwagi na techniczne niedociągnięcia mennica odmówiła przyjęcia go do obróbki. Moneta na rewersie przedstawiała na poły legendarnego księcia Pribinę, domniemanego władcę IX-wiecznego księstwa nitrzańskiego kładącego kamień węgielny pod pierwszą świątynię chrześcijańską. Bito je w srebrze próby 500 (Ag50Cu50). Choć wszystkie wyemitowane egzemplarze noszą datę 1944, część z nich została wybita przy pomocy starego stempla już w pierwszej połowie roku 1945.
Monety Republiki Słowackiej zostały wycofane z obiegu w powojennym państwie czechosłowackim w latach 1947–1951. Ostatnią monetą, która pozostawała prawnym środkiem płatniczym, była dziesięciohalerzówka z panoramą Bratysławy, którą zdemonetyzowano z końcem grudnia 1951 roku.

## Szczegóły
|                                 | nominał         | emisja          | wycofanie       | stop            | średnica [mm]   | masa [g]        | rant            | roczniki                     | przypisy                    |
| Monety obiegowe                 | Monety obiegowe | Monety obiegowe | Monety obiegowe | Monety obiegowe | Monety obiegowe | Monety obiegowe | Monety obiegowe | Monety obiegowe              | Monety obiegowe             |
| ------------------------------- | --------------- | --------------- | --------------- | --------------- | --------------- | --------------- | --------------- | ---------------------------- | --------------------------- |
|                                 | 5 halerzy       | 1942            | 1947            | cynk            | 14              | 0,94            | gładki          | 1942                         | [ 23 ] [ 17 ] [ 27 ]        |
|                                 | 10 halerzy      | 1939            | 1951            | mosiądz         | 16              | 1,66            | gładki          | 1939, 1942                   | [ 26 ] [ 6 ] [ 27 ]         |
|                                 | 20 halerzy      | 1940            | 1943            | mosiądz         | 18              | 2,5             | gładki          | 1940, 1941, 1942             | [ 9 ] [ 27 ]                |
|                                 | 20 halerzy      | 1942            | 1948            | aluminium       | 18              | 0,65            | gładki          | 1942, 1943                   | [ 25 ] [ 14 ] [ 27 ]        |
|                                 | 50 halerzy      | 1941            | 1948            | miedzionikiel   | 20              | 3,33            | gładki          | 1940, 1941                   | [ 24 ] [ 12 ] [ 27 ]        |
|                                 | 50 halerzy      | 1943            | 1948            | aluminium       | 20              | 1               | ząbkowany       | 1943, 1944                   | [ 24 ] [ 15 ] [ 27 ]        |
|                                 | 1 korona        | 1940            | 1947            | miedzionikiel   | 22              | 5               | ząbkowany       | 1940, 1941, 1942, 1944, 1945 | [ 22 ] [ 23 ] [ 11 ] [ 27 ] |
|                                 | 5 koron         | 1939            | 1947            | nikiel          | 27              | 8               | ząbkowany       | 1939                         | [ 3 ] [ 22 ] [ 4 ] [ 27 ]   |
|                                 | 10 koron        | 1944            | 1947            | srebro (.500)   | 29              | 7               | gładki          | 1944                         | [ 23 ] [ 21 ] [ 27 ]        |
|                                 | 20 koron        | 1941            | 1947            | srebro (.500)   | 31              | 15              | ząbkowany       | 1941                         | [ 23 ] [ 13 ] [ 27 ]        |
| Monety obiegowe okolicznościowe |                 |                 |                 |                 |                 |                 |                 |                              |                             |
|                                 | 20 koron        | 1939            | 1947            | srebro (.500)   | 31              | 15              | ząbkowany       | 1939                         | [ 23 ] [ 5 ] [ 27 ]         |
|                                 | 50 koron        | 1944            | 1947            | srebro (.700)   | 34              | 16,5            | ząbkowany       | 1944                         | [ 23 ] [ 20 ] [ 27 ]        |